# Zemmbach
Der Zemmbach ist ein etwa 29 km langer linker Zufluss des Ziller im österreichischen Bundesland Tirol. Er entwässert den Zemmgrund, eines der Hochtäler in den Zillertaler Alpen, durchfließt das Zemmtal und mündet in Mayrhofen im Zillertal in den Ziller. Zemmtal nennt man nur den Unterlauf des Zemmbachs, meint man seine ganze Talung, spricht man von Zemmbachtal.

## Flussverlauf
Der Zemmbach entsteht aus mehreren Gletscherbächen. Der hydrographische Quelllauf entspringt dem Eissee an der Zsigmondyspitze auf 2674 m ü. A., einem in jüngeren Jahren entstandenen Gletscherrest-Karsee, und durchfließt den Schwarzensee unterhalb. Ein kräftiger Zufluss entspringt dem Gletschertor des Schwarzensteinkees nordwestlich unterhalb des Schwarzensteins. Dann folgen aus dem Zillertaler Hauptkamm weitere Abflüsse vom Hornkees und Waxeggkees. Der Zemmbach fließt hier westwärts. Bei der Alpenrosenhütte wird der Zemmbach größtenteils über einen Stollen unter dem Großen Greiner hindurch zum westlich gelegenen Schlegeisspeicher abgeleitet (⊙).
Durch weitere Gletscherzuflüsse unterhalb des Schönbichler Horns steigt die Wassermenge wieder an, und dort bei der Grawandhütte macht der Bach ein Knie nach Norden in den knapp 4 km langen unteren Zemmgrund. Dieser ist schon bewaldetes Almenland, mit Schwemmalm und Klausenalm.
Bei Breitlahner (Gasthof, Jagdhaus Karlshütte) mündet der Zamser Bach von links und der Zemmbach tritt nordostwärts in das Zemmtal. Hier fließt der Zemmbach südlich des Tuxer Hauptkammes. In Folge münden von rechts bei Roßhag der Ingentkarbach und bei Rauth der Gungglbach, sowie bei Dornauberg-Ginzling der Floitenbach, die letzten beiden bilden größere Nebentäler (ortsüblich Gründe genannt). Bei Finkenberg nimmt der Zemmbach schließlich den rund 18 km langen Tuxbach von links auf, der südwestlich des Hintertuxer Gletschers unterhalb des Pfannköpfls entspringt und das anschließende Tuxertal nördlich des Tuxer Hauptkammes entwässert.
Der letzte Zufluss vor der Mündung in Mayrhofen ist der Stilluppbach wieder von Süden. Da kurz vor dessen Einmündung das Kraftwerk Mayrhofen den Stilluppspeicher entwässert, dem auch viel Wasser der Nachbartäler zugeleitet wird, führt jener entgegen den ursprünglichen Verhältnissen am Zusammenfluss weit mehr Wasser als der Zemmbach.
Der Bach bildet auf seiner gesamten Länge die Gemeindegrenze von Finkenberg am linken und Mayrhofen am rechten Ufer, sodass alle Talungen zu beiden Gemeinden gehören.

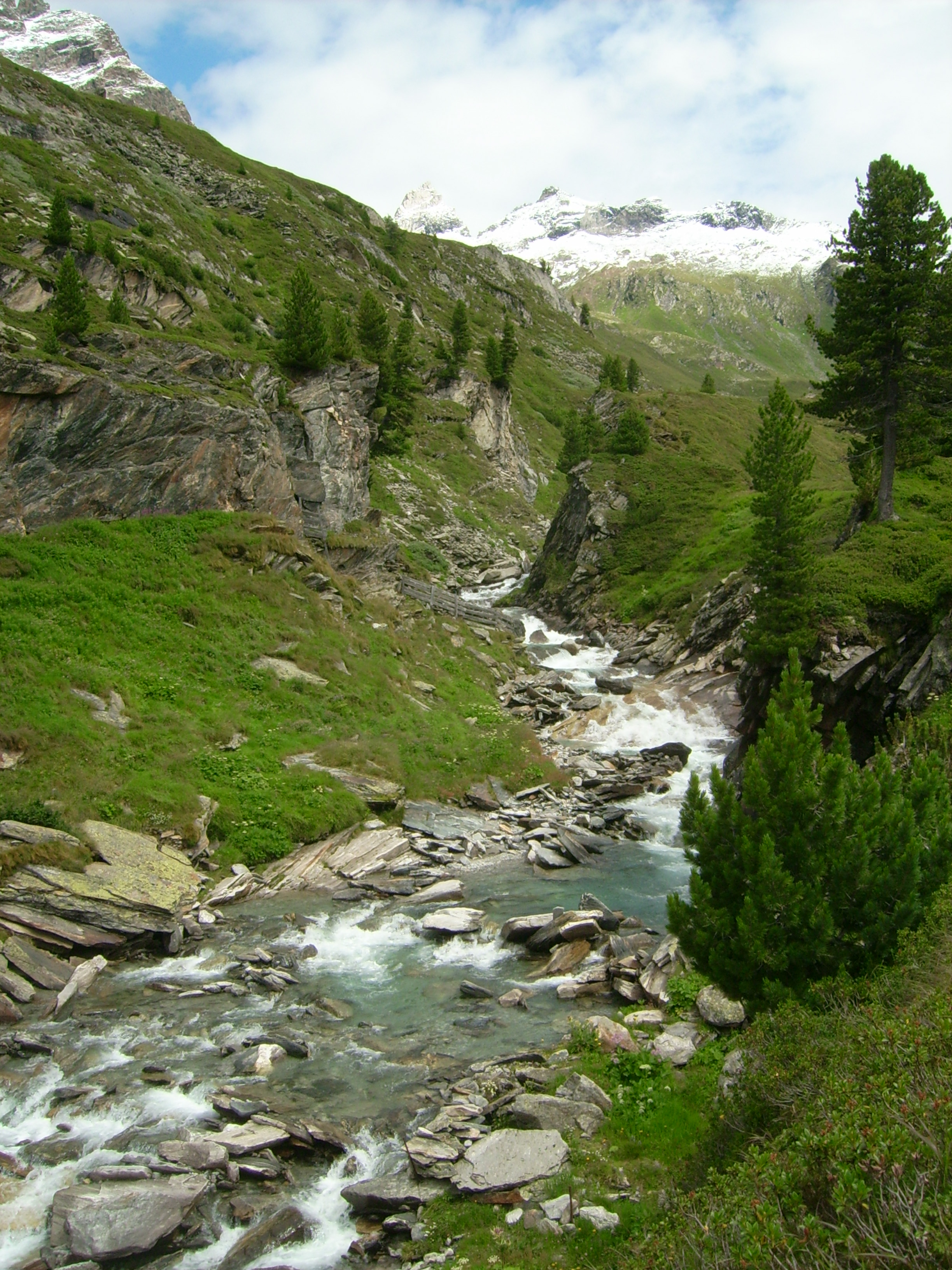
Zemmbach oberhalb der Berliner Hütte Richtung Schwarzenstein
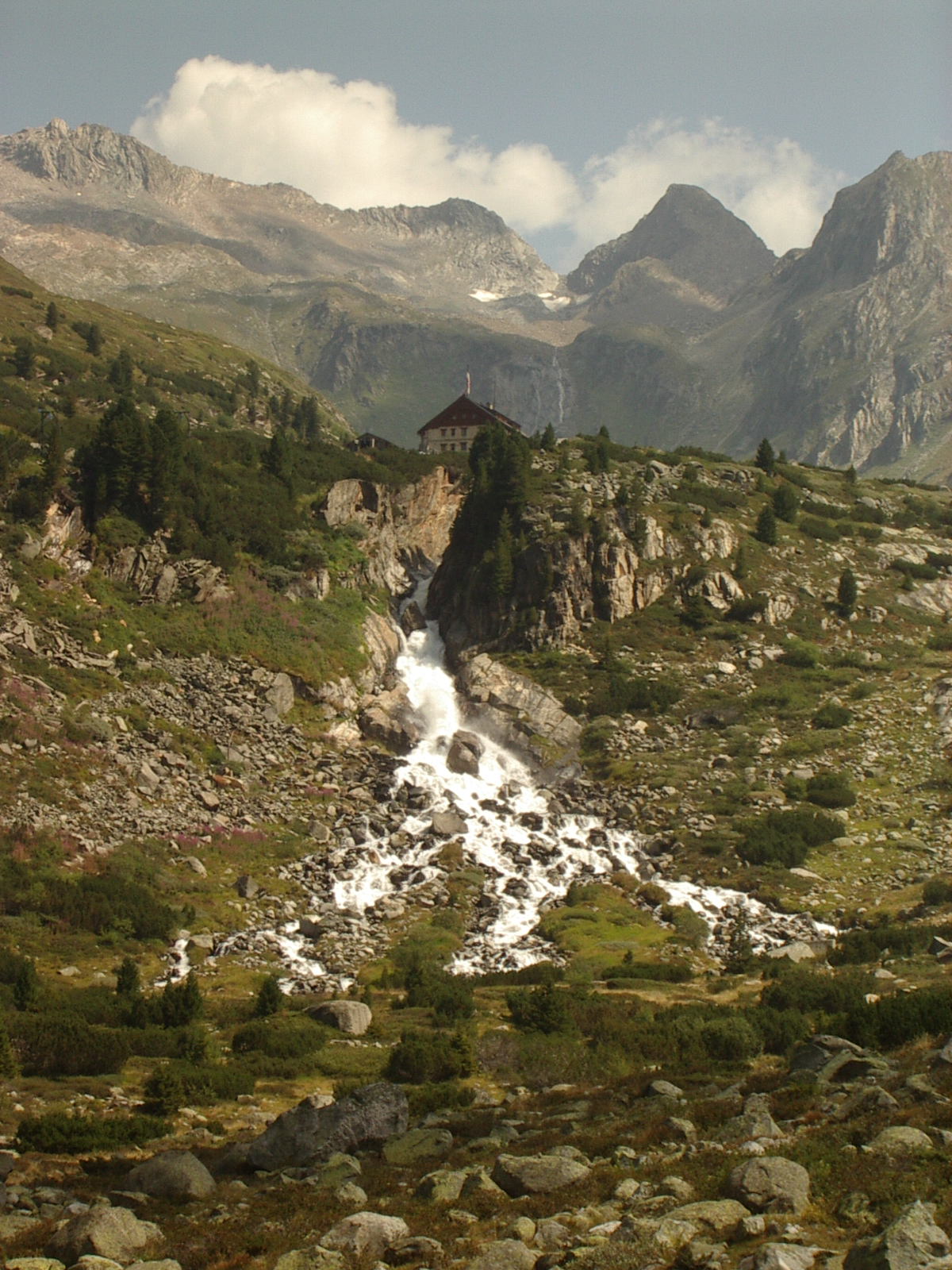
Zemmbach unterhalb der Berliner Hütte
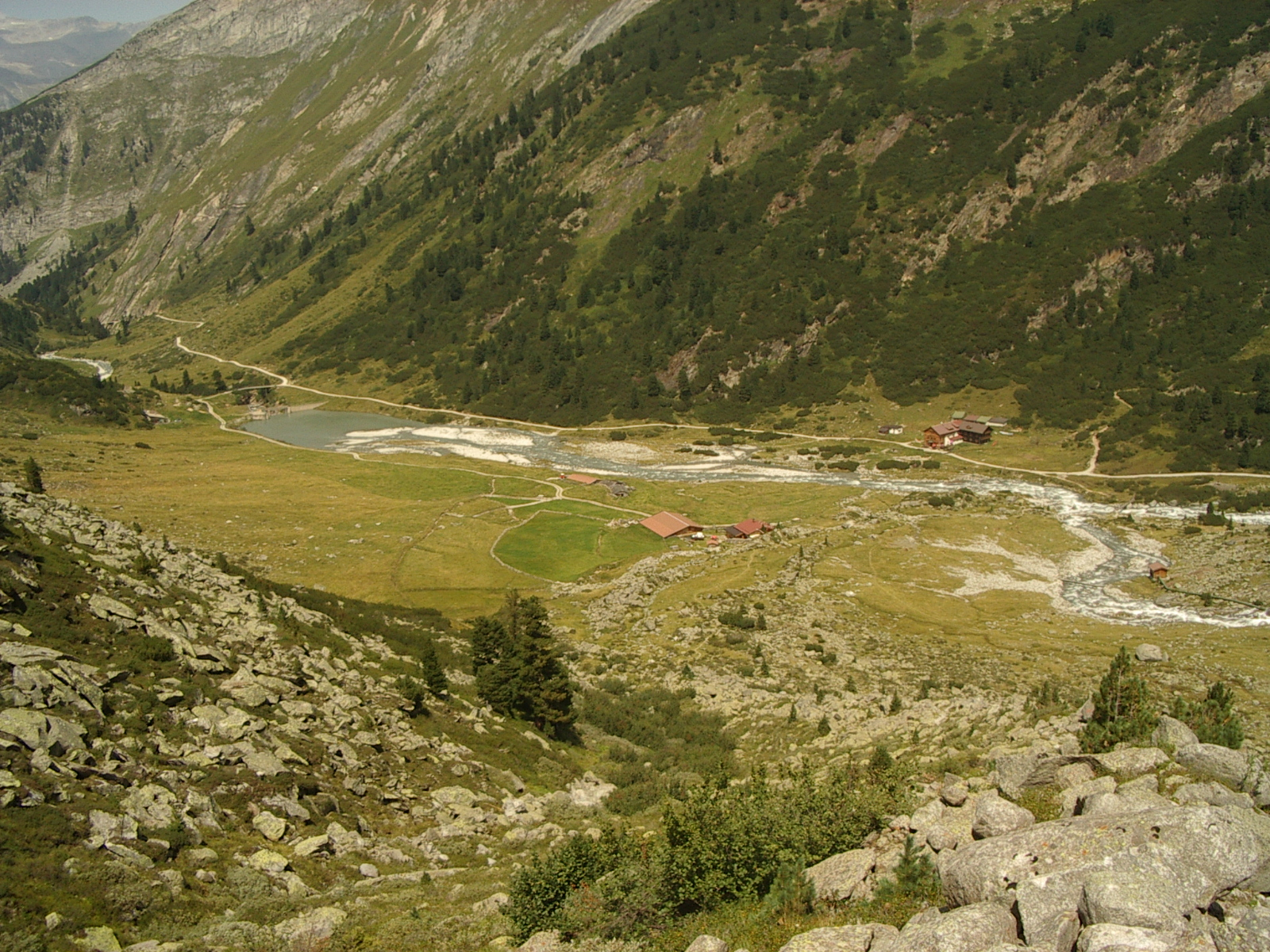
Stauwehr bei der Alpenrosenhütte
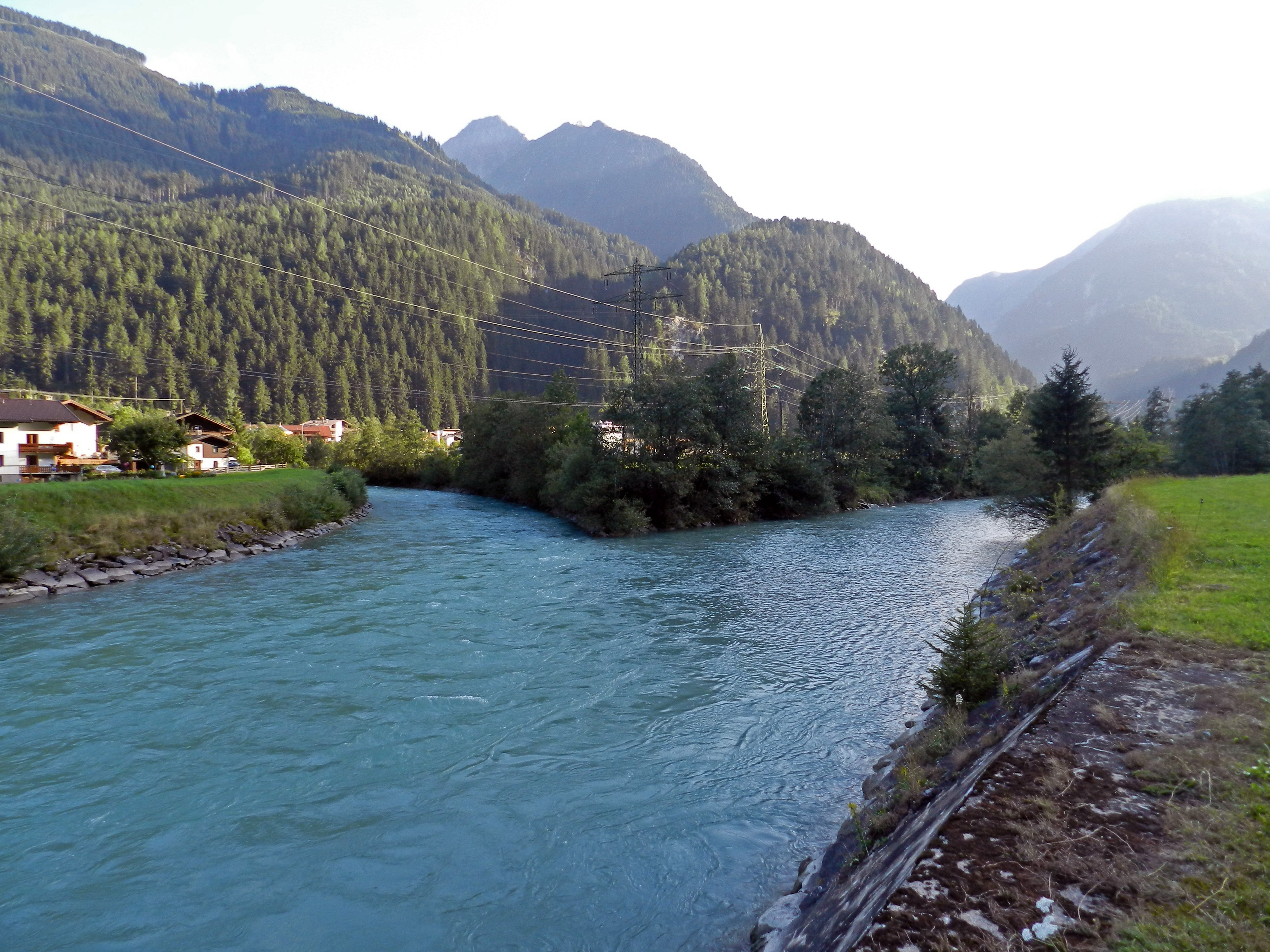
Zufluss des Stilluppbachs (links) in den Zemmbach
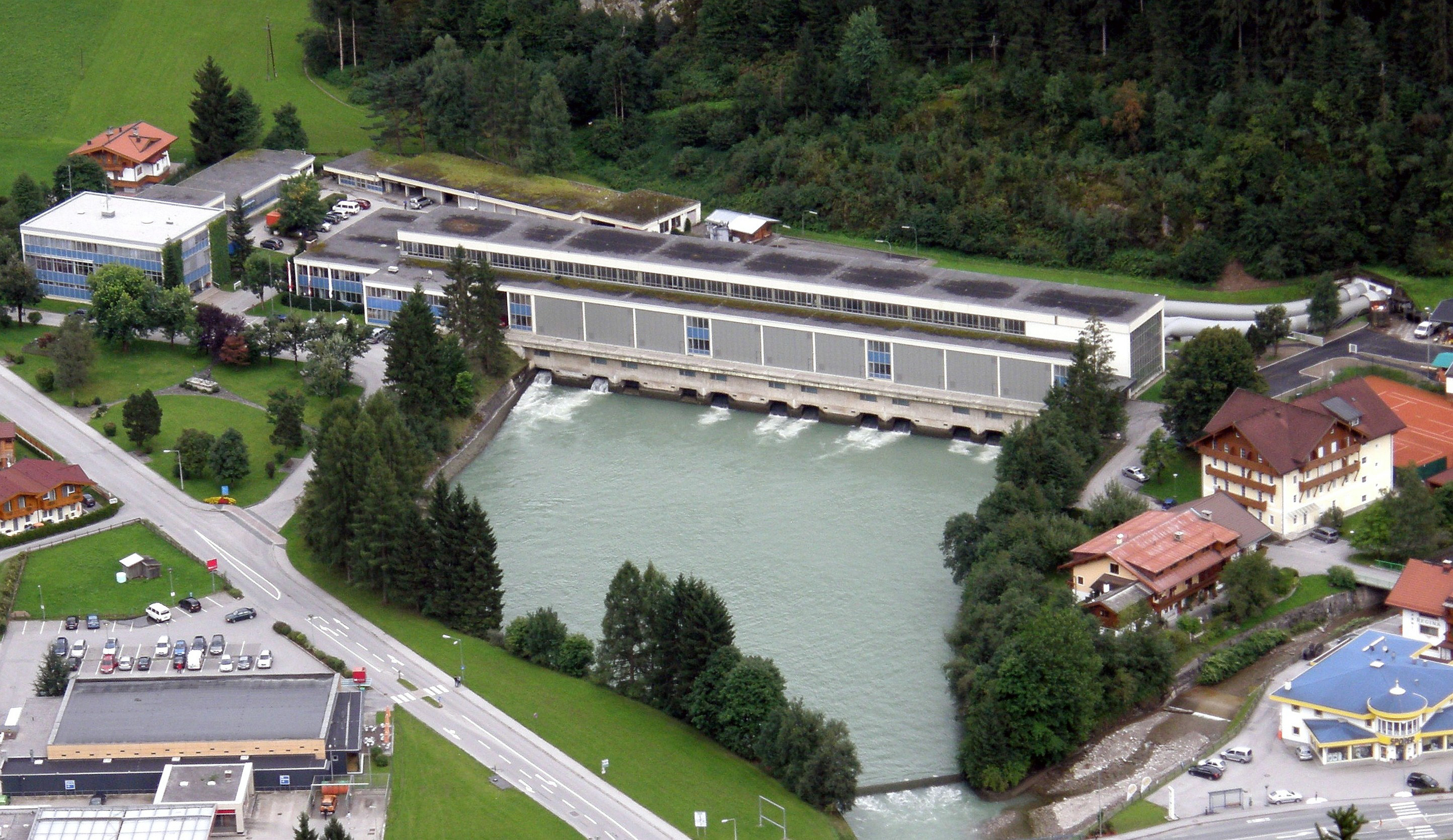
Kraftwerk Mayrhofen, 200 m oberhalb der Zemmbach-Einleitung

## Fauna
Im Zemmbach leben unter anderem Bachsaiblinge, Regenbogenforellen und Bachforellen.